# Mirošovice (Rataje nad Sázavou)
Mirošovice (německy Miroschowitz) jsou vesnice, část městyse Rataje nad Sázavou v okrese Kutná Hora. Nachází se asi 3,5 kilometru východně od Rataj nad Sázavou. Mirošovice leží v katastrálním území Mirošovice u Rataj nad Sázavou o rozloze 1,49 km².

## Historie
První písemná zmínka o vesnici pochází z roku 1295.